# Aqua (album)
Aqua to czwarty album progresywno rockowego zespołu Asia wydany w 1992 roku. Jest to pierwszy album wydany po reaktywacji zespołu.

## Lista utworów
1. „Aqua, Pt. 1” – 2:27
2. „Who Will Stop the Rain?” – 4:35
3. „Back in Town” – 4:09
4. „Love Under Fire” – 5:15
5. „Someday” – 5:48
6. „Little Rich Boy” – 4:37
7. „The Voice of Reason” – 5:37
8. „Lay Down Your Arms” – 4:14
9. „Crime of the Heart” – 5:57
10. „A Far Cry” – 5:30
11. „Don't Call Me” – 4:55
12. „Heaven on Earth” – 4:54
13. „Aqua, Pt. 2” – 2:14

## Twórcy
- Geoff Downes – keyboard, wokal
- Steve Howe – gitara
- Carl Palmer – perkusja
- John Payne – gitara basowa, wokal
- Al Pitrelli – gitara

### Gościnnie wystąpili
- Simon Phillips – perkusja
- Ant Glynne – gitara
- Scott Gorham – gitara
- Mats Johanson – gitarowe solo w utworze „Crime of the Heart”

### Inne
- Rodney Matthews – projekt okładki